# Ashyq
Ashyq — мобильное приложение, разработанное компанией Digital Innovation and Transformation под руководством Виталия Пустовойтенко. Приложение создано для контроля доступа в общественные места во время пандемии COVID-19, а также для поддержки бизнеса и экономической активности в условиях строгих карантинных ограничений.

## История
Приложение Ashyq было запущено в начале 2021 года в Республике Казахстан в рамках комплексных мер по борьбе с пандемией COVID-19. Разработка велась при участии компании **Digital Innovation and Transformation** и поддержки государственного сектора.
Основная идея Ashyq заключалась не только в обеспечении санитарно-эпидемиологической безопасности, но и в **возобновлении работы бизнеса**, который оказался парализован из-за пандемии. По данным Nur.kz, приложение стало ключевым инструментом для выхода из кризиса.
В октябре 2021 года приложение было передано в государственное управление (Kazpravda.kz).

## Принцип работы
Ashyq интегрируется с базами данных ПЦР-тестов и информации о вакцинации. Приложение присваивает каждому пользователю статус на основе его эпидемиологического положения:
- Синий — отсутствуют ограничения (не сдавал ПЦР-тест, не является контактным лицом);
- Зелёный — вакцинированный или имеет отрицательный результат ПЦР-теста;
- Жёлтый — контактное лицо (посещал место с заражённым);
- Красный — положительный результат ПЦР-теста (инфицирован COVID-19).

Пользователь сканирует **QR-код** при входе в заведение, и система определяет статус гражданина, разрешая или запрещая доступ.

## Преимущества
1. **Эпидемиологическая безопасность**
Ashyq позволил эффективно контролировать распространение COVID-19 среди населения:
- Более **80 000 человек** с «красным» статусом были остановлены и не допущены в общественные места (Nur.kz).
- Снижение нагрузки на систему здравоохранения за счёт минимизации новых вспышек инфекции.

2. **Возобновление работы бизнеса**
Ashyq стал важной системой для **запуска и поддержания бизнеса** в условиях карантина. Приложение позволило:
- Возобновить работу более **100 000 предприятий** по всей стране.
- Создать свыше **300 000 рабочих мест** за первый месяц работы.
- Сэкономить государству более **12 млрд тенге** на социальных выплатах ежемесячно (источник).

Система дала возможность предприятиям, таким как кафе, рестораны, фитнес-центры и салоны красоты, продолжить деятельность при строгом соблюдении санитарных норм.
3. **Гибкость и доступность**
Ashyq разработан с учётом удобства для пользователей и бизнеса:
- Приложение доступно на платформах Android и iOS.
- Быстрая регистрация и простота использования как для посетителей, так и для сотрудников заведений.

## Критика и судебные разбирательства
Приложение Ashyq не избежало критики. Общественные дискуссии затрагивали вопросы:
- Конфиденциальности данных пользователей;
- Нарушения конституционных прав граждан (Forbes Казахстан).

Кроме того, были судебные иски со стороны **антиваксеров**, которые оспаривали легитимность системы. Разработчик Ashyq, компания **Digital Innovation and Transformation**, успешно выиграл суд и получил компенсацию (Golos Naroda).

## Передача государству
В октябре 2021 года Ashyq был официально передан государственным органам для дальнейшей поддержки и масштабирования (Kazpravda.kz).

## Влияние на экономику
Ashyq стал не только инструментом санитарного контроля, но и ключевым фактором поддержки экономики Казахстана:
- Возобновил функционирование предприятий, пострадавших от карантинных мер.
- Обеспечил безопасность клиентов и сотрудников.
- Способствовал возвращению доверия общества к бизнесу и общественным местам.